# Saint-Laurent-de-la-Prée
Saint-Laurent-de-la-Prée è un comune francese di 1 841 abitanti situato nel dipartimento della Charente Marittima nella regione della Nuova Aquitania.

## Società

### Evoluzione demografica
Abitanti censiti